# Wladimir Rodionowitsch Schtscherbina
Wladimir Rodionowitsch Schtscherbina (russisch Владимир Родионович Щербина; * 24. Junijul. / 7. Juli 1908greg. in Wladikawkas, Oblast Terek, Russisches Kaiserreich; † 24. Januar 1989 in Moskau) war ein sowjetischer Literaturkritiker, der zwischen 1941 und 1946 Chefredakteur der monatlich erscheinenden Literaturzeitschrift Nowy Mir war und 1976 korrespondierendes Mitglied der Akademie der Wissenschaften der UdSSR wurde.

## Leben
Wladimir Rodionowitsch Schtscherbina begann nach dem Schulbesuch ein Studium an der Fakultät für Literaturwissenschaften am Pädagogischen Institut Krasnodar, das er 1929 abschloss. Nach einem Aufbaustudiengang begann er 1933 mit den ersten Veröffentlichungen und arbeitete für Zeitschriften wie Октябрь (Oktober), Краснофлотец (Roter Matrose) und Iswestija. 1939 wurde er Mitglied der Kommunistischen Partei der Sowjetunion (KPdSU) und war zwischen 1941 und 1946 Chefredakteur der monatlich erscheinenden Literaturzeitschrift Nowy Mir.  Danach wurde er Mitarbeiter an der Moskauer Staatlichen Regionalen Universität und daraufhin zwischen 1953 und 1988 stellvertretender Direktor des zur Akademie der Wissenschaften der UdSSR gehörenden Gorki-Instituts für Weltliteratur. 1954 wurde er Doktor der Philologie und unterrichtete zudem als Professor am Maxim-Gorki-Literaturinstitut. Er war zwischen 1966 und 1968 kommissarischer Direktor des Gorki-Instituts für Weltliteratur sowie zudem von 1966 bis zu seinem Tode 1989 Chefredakteur der Literaturzeitschrift Литературное наследство (Literarisches Erbe).
1968 wurde er Mitglied der Akademie der Pädagogischen Wissenschaften der UdSSR und fungierte zwischen 1974 und 1975 erneut kommissarischer Direktor des Gorki-Instituts für Weltliteratur. 1976 wurde er zudem korrespondierendes Mitglied der Akademie der Wissenschaften der UdSSR. Schtscherbina wurde darüber hinaus mit mehreren weiteren Orden ausgezeichnet und erhielt unter anderem 1943 den Orden des Vaterländischen Krieges Zweiter Klasse, 1950 den Orden des Roten Banners der Arbeit, 1954 das Ehrenzeichen der Sowjetunion, 1968 erneut den Orden des Roten Banners der Arbeit, 1971 den Titel Verdienter Wissenschaftler der RSFSR, 1975 den Orden der Oktoberrevolution sowie 1988 den Orden der Völkerfreundschaft. Nach seinem Tode wurde er auf dem Kunzewoer Friedhof in Moskau beigesetzt.

## Veröffentlichungen
Wladimir Rodionowitsch Schtscherbina verfasste neben Büchern über Alexei Silytsch Nowikow-Priboi sowie Alexei Nikolajewitsch Tolstoi kritische Artikel und literaturkritische Werke. In diesen propagierte er aktiv die Eroberungen der Literatur des sozialistischen Realismus und polemisiert mit bürgerlichen Kunsttheoretikern. Zu seinen Werken gehören:
- А. Н. Толстой: критико-биографический очерк, (A. N. Tolstoi: Eine kritische und biographische Skizze), 1951
- А. С. Новиков-Прибой (1877–1944), (A. S. Nowikow-Priboi (1877–1944)), 1951
- А. Н. Толстой: творческий путь, (A. N. Tolstoi: Ein kreativer Weg), 1956
- Проблемы социалистического реализма, (Probleme des Sozialistischen Realismus), 1957
- Эпоха и человек: литературно-критические очерки, (Die Epoche und der Mensch: Literaturkritische Essays), 1961
- Актуальные проблемы советского литературоведения, (Aktuelle Probleme der sowjetischen Literaturkritik), 1961
- Ленин и вопросы литературы, (Lenin und Fragen der Literatur), 1961, 3. Auflage 1985
- Наш современник: концепция человека в литературе XX столетия, (Unser Zeitgenosse: Das Konzept des Menschen in der Literatur des zwanzigsten Jahrhunderts), 1964
- М. Горький — концепция мира и искусства, (M. Gorki – das Konzept von Frieden und Kunst), 1968
- Пути искусства, (Wege der Kunst), 1970
- Проблемы литературоведения в свете наследия В. И. Ленина, (Probleme der Literaturkritik im Lichte des Erbes von W. I. Lenin), 1971, 2. Auflage 1986
- Писатель в современном мире: литература, идеология, культура, (Der Schriftsteller in der modernen Welt: Literatur, Ideologie, Kultur), 1973
- Голос эпохи, (Die Stimme des Zeitalters), 1974
- В. И. Ленин и художественная литература, (W. I. Lenin und die Fiktion), 1974
- Проблемы литературного образования в средней школе: методологические наблюдения и размышления, (Probleme der literarischen Bildung in der Sekundarschule: Methodische Beobachtungen und Reflexionen), 1978, 2. Auflage 1982
- Революционно-демократическая критика и современность: Белинский, Чернышевский, Добролюбов, (Revolutionäre demokratische Kritik und Moderne: Belinski, Tschernyschewski, Dobroljubow), 1980

in deutscher Sprache
- Alexei Tolstoi : Kritisch-biographische Skizze, Übersetzung Harald Cosack, Böhlau-Verlag, Weimar 1954

## Hintergrundliteratur
- E. Surkow: Искусство критического портрета, (Die Kunst des kritischen Porträts), 1952
- W. Kowalew: Концепция человека в литературе XX века (Das Konzept des Menschen in der Literatur des XX. Jahrhunderts), 1965
- A. Muljartschik: Высокая миссия культуры, (Hohe Mission der Kultur), 1974